# یواس‌اس جکسنویل (اس‌اس‌ان-۶۹۹)
یواس‌اس جکسنویل (اس‌اس‌ان-۶۹۹) (به انگلیسی: USS Jacksonville (SSN-699)) یک زیردریایی است که طول آن 110.3 meters (362 feet) می‌باشد. این زیردریایی در سال ۱۹۷۸ ساخته شد.